# Danh sách phim Bollywood có doanh thu cao nhất ở nước ngoài
Danh sách các phim Bollywood có doanh thu cao nhất ở nước ngoài, theo BoxOffice India.com, không tính các phim phát hành trước năm 1995 (thống kê tính đến cuối tháng 6.2012). Các phim được liệt kê không điều chỉnh theo lạm phát, và theo đơn vị tính dollars Mỹ.
Danh sách các phim
| Thứ tự | Phim                             | Năm  | Studio(s)                                            | Nett Gross in (USD) |
| ------ | -------------------------------- | ---- | ---------------------------------------------------- | ------------------- |
| 1      | 3 idiots                         | 2009 | Vinod Chopra Productions                             | $30,900,000         |
| 2      | My Name Is Khan                  | 2010 | Dharma Productions/Red Chillies Entertainment        | $23,150,000         |
| 3      | Don 2                            | 2011 | Excel Entertainment/Red Chillies Entertainment       | $11,700,000         |
| 4      | Kabhi Alvida Naa Kehna           | 2006 | Dharma Productions                                   | $10,770,000         |
| 5      | Om Shanti Om                     | 2007 | Red Chillies Entertainment                           | $10,080,000         |
| 6      | Ra.One                           | 2011 | Red Chillies Entertainment                           | $9,200,000          |
| 7      | Dhoom 2                          | 2006 | Yash Raj Films                                       | $8,570,000          |
| 8      | Rab Ne Bana Di Jodi              | 2008 | Yash Raj Films                                       | $8,430,000          |
| 9      | Kabhi Khushi Kabhie Gham...      | 2001 | Dharma Productions                                   | $8,427,690          |
| 10     | Bodyguard                        | 2011 | Reliance Entertainment                               | $8,300,000          |
| 11     | Krrish                           | 2006 | Filmkraft Productions (I) Pvt. Ltd                   | $8,200,000          |
| 12     | Jodhaa Akbar                     | 2008 | UTV Motion Pictures/Ashutosh Gowariker Productions   | $7,550,000          |
| 13     | Don - The Chase Begins Again     | 2006 | Excel Entertainment Pvt. Ltd.                        | $7,460,000          |
| 14     | Singh is Kinng                   | 2008 | Studio 18/Blockbuster Movie Entertainers             | $7,270,000          |
| 15     | Zindagi Na Milegi Dobara         | 2011 | Excel Entertainment Pvt. Ltd.                        | $7,250,000          |
| 16     | Ghajini                          | 2008 | Geetha Arts                                          | $7,060,000          |
| 17     | Fanaa                            | 2006 | Yash Raj Films                                       | $6,860,000          |
| 18     | Devdas                           | 2002 | Mega Bollywood                                       | $6,650,000          |
| 19     | Kuch Kuch Hota Hai               | 1998 | Dharma Productions                                   | $6,250,000          |
| 20     | Love Aaj Kal                     | 2009 | Illuminati Films Pvt. Ltd.                           | $6,200,000          |
| 21     | Housefull 2                      | 2012 | Nadiadwala Grandson Entertainment                    | $6,100,000          |
| 22     | Kal Ho Naa Ho                    | 2003 | Dharma Productions                                   | $6,000,000          |
| 23     | Dabangg                          | 2010 | Shree Ashtavinayak Cine Vision Ltd                   | $5,500,000          |
| 24     | Welcome                          | 2007 | Base Industries Group                                | $5,360,000          |
| 25     | Dostana                          | 2008 | Dharma Productions                                   | $5,230,000          |
| 26     | Lage Raho Munna Bhai             | 2006 | Vinod Chopra Productions                             | $5,180,000          |
| 27     | Race                             | 2008 | Tips Films Pvt. Ltd.                                 | $5,050,000          |
| 28     | Salaam-e-Ishq: A Tribute to Love | 2007 | MAD Entertainment Ltd./Orion Pictures                | $4,950,000          |
| 29     | Kites                            | 2010 | Filmkraft Productions Pvt. Ltd.                      | $4,900,000          |
| 30     | Rang De Basanti                  | 2006 | UTV Motion Pictures/Prakash Mehra Pictures Pvt. Ltd. | $4,850,000          |
| 31     | Dilwale Dulhania Le Jayenge      | 1995 | Yash Raj Films                                       | $4,580,000          |
| 32     | Salaam Namaste                   | 2005 | Yash Raj Films                                       | $4,530,000          |